# Rivière Fraser (vattendrag i Kanada, lat 45,58, long -72,25)
Rivière Fraser är ett vattendrag i Kanada.   Det ligger i provinsen Québec, i den sydöstra delen av landet, 270 km öster om huvudstaden Ottawa.
I omgivningarna runt Rivière Fraser växer i huvudsak blandskog. Runt Rivière Fraser är det mycket glesbefolkat, med 6 invånare per kvadratkilometer.